# جیمز ترنر
جیمز ترنر (به انگلیسی: James Turner) سناتور سابق عضو حزب دموکرات-جمهوری‌خواه بود. وی در سال ۱۸۰۵ تا ۱۸۱۶ میلادی سناتور ایالت کارولینای شمالی در سنای ایالات متحده آمریکا بود.